# AlterVista
AlterVista é uma plataforma web italiana, onde se pode abrir gratuitamente um site ou um blog, e ainda ganhar com o próprio tráfego web. Foi fundada no ano 2000 por um estudante da escola politécnica de Turim, e faz parte do grupo Banzai S.p.A. desde 2006.
Toda a estrutura que o AlterVista oferece está disponível a nível global, com algumas variações, segundo a nação.
No AlterVista é possível criar um site com PHP, database MySQL e acesso  FTP. O uso do serviço é gratuito, mas os recursos a disposição, como o espaço web e tráfego mensal, são limitados inicialmente, porem expansíveis através da aquisição ou inclusão de publicidades. Estão presentes aplicativos auto instaláveis e também um site Builder WYSIWYG, chamado Alterpages. O serviço de hosting tradicional e o serviço de blog são oferecidos através do software WordPress, com recursos ilimitados.

## Visão geral
O AlterVista, a respeito aos modelos econômicos e tecnológicos clássicos, dos mesmos de Hosting gratuitos, confirma o seu sucesso para as pessoas que hospedam os seus sites. A ideia é de oferecer um espaço web para poder publicar o seu próprio conteúdo a custo zero e ainda com a possibilidade de ganhar, graças às publicidades, usando o próprio tráfego web. A diferença de outras plataformas web para criação de sites e blogs gratuitos Altervista, não impedem a visualização de banner publicitários na página dos sites que hospeda.
A publicidade vem gerenciada de um regime de  Revenue Sharing  com os webmasters que a qualquer hora, decidem inserir os banner de publicidades, sendo assim, recebendo um ganho de comissão das visualizações dos banners e de cliques nos próprios anúncios publicitários.
O serviço prestado vai além de um simples hosting gratuito. Sites de consideráveis dimensões, como por exemplo,  spinoza.it o lercio.it (melhor site italiano de Macchianera Award 2014) foram ou são hospedados no AlterVista, além de que, o serviço também é usado pela plataforma blog de GialloZafferano, PianetaDonna, Zingarate, CookAround. O AlterVista contém um programa de valorização editorial dos sites.
O AlterVista também vem indicado em alguns manuais escolares como o hosting web familiarizado com a experimentação dos próprios conhecedores de informática, e é um hosting dotado de algumas instituições universitárias internacionais.

## História
O AlterVista foi fundado no ano 2000 como projeto individual de Gianluca Danesin, um estudante da Engenharia informática da escola Politécnica de Turim. No site oficial, foi afirmado que o investimento inicial foi de 30.000 liras italianas, o equivalente a 15 euros, utilizados para alugar o primeiro servidor, localizado em Bedford no Texas.
Já em 2005, o serviço difundido, leva o Altervista.org a superar os 3 milhões de visitantes únicos mensais e ser,  segundo Nielsen, o 4° domínio italiano por tráfego, depois de libero.it, virgilio.it  e Tiscali.it
Em 2006 a sociedade deixa de ser uma empresa individual e passa a fazer parte do grupo Banzai. Em 2010 o número de sites registrados supera a marca dos milhões. As páginas baixadas a cada dia dos sites hospedados no AlterVista, são de aproximadamente 30 milhões. Em 2012 os sites registrados são quase 1,7 milhões. Os usuários ao mês superam 7,5 milhões, e as páginas visitadas a cada mês superam os bilhões. Em  2013 o número de sites registrados passa da marca de 2 milhões. Em 2014 os sites registrados são quase 2,4 milhões, e os usuários ao mês são de 9,8 milhões.
Em fevereiro de  2015 Banzai vem cotada na Bolsa de Milão no seguimento STAR.